# Жаботинська Світлана Анатоліївна
Жаботинська Світлана Анатоліївна (нар. 27 серпня 1954, м. Вовчанськ Харківської області) – українська лінгвістка, фахівець у галузі когнітивних досліджень мови і мовлення, доктор філологічних наук (загальне мовознавство, германські мови), професор, заслужений працівник освіти України, місце роботи – Черкаський національний університет імені Богдана Хмельницького, м. Черкаси, Україна.

## Життєпис
Народилася 27 серпня 1954 р. у м. Вовчанськ Харківської області. У 1972-1976 рр. навчалася в Черкаському державному педагогічному інституті імені 300-річчя возз’єднання України з Росією (нині – Черкаський національний університет імені Богдана Хмельницького) за спеціальністю "Англійська мова". Під час навчання стажувалася в Кембриджському університеті Великої Британії (1976). Після закінчення інституту розпочала працювати в ньому як викладач. Займала посади доцента, завідувача кафедри, професора. У 1978-1981 рр. – аспірантка в Київському державному педагогічному інституті іноземних мов. У 1982 р . захистила кандидатську дисертацію "Числівник сучасної англійської мови (до питання про категоріальний статус)", виконану під керівництвом доц. Лев  Л.С. У 1989-1992 рр. – докторантка в Московському державному лінгвістичному університеті. У 1993 р. захистила докторську дисертацію "Когнітивні і номінативні аспекти класу числівників (на матеріалі сучасної англійської мови)", науковий консультант – проф. Кубрякова О.С. Докторську дисертацію ностріфіковано в Київському національному лінгвістичному університеті (2000). Із 1994 р має вчене звання професора. У 2002 р. отримала почесне звання "Заслужений працівник освіти України". 

## Професійна і наукова діяльність
У 1994 р. С.А. Жаботинська заснувала й очолила наукову школу, в межах якої в руслі когнітивної лінгвістики досліджуються одиниці різних рівнів мовної системи (лексичного, морфологічного, синтаксичного, текстового). За програмами Фулбрайта (1995, 2000-2001 рр.) здійснювала наукові дослідження в університетах США. Співпраця із засновниками основних напрямів когнітивної лінгвістики Р. Ленекером (R. Langacker), Ж. Фоконьє (G. Fauconnier) та ін. дозволило вченій поєднати доробок різних зарубіжних шкіл когнітивної лінгвістики у рамках цілісної методології, а також створити авторську методику концептуального аналізу, названу "семантикою лінгвальних мереж". Ця методика є предметом низки авторських лекційних курсів, які читалися студентам і науковцям в університетах України, Росії та Казахстану. Методика успішно застосована та проходить дальшу апробацію у численних кандидатських і докторських дисертаціях українських науковців, керівником і консультантом яких є С. А. Жаботинська. Сферами прикладного застосування семантики лінгвільних мереж є активні словники-тезауруси, упорядковані на засадах концептуальних моделей, а також система навчання Linguacon [Архівовано 24 січня 2022 у Wayback Machine.] (викладання англійської мови із застосуванням концептуальних схем). С.А. Жаботинська має понад 200 наукових праць із когнітивної лінгвістики, політичної лінгвістики, нейрокогнітивних засад білінгвізму, лексикографії, викладання мов. За індексом Гірша (Google) займає друге місце серед сучасних лінгвістів України. У 2019-2020 рр. – член наукової ради Національного фонду досліджень України; у 2012-2021 рр. – перший віце-президент Української асоціації когнітивної лінгвістики і поетики (УАКЛіП) [Архівовано 28 березня 2020 у Wayback Machine.]; з 2015 р. – член наглядової ради Українського фулбрайтівського кола.

## Нагороди та відзнаки
1976 - медаль "За трудову відзнаку" за роботу зі студентськими сільськогосподарськими загонами; 2002 - Почесне звання "Заслужений працівник освіти України"; 2004 - Орден "За заслуги" III ступеня; 2005 - Почесний знак "Відмінник освіти України"; 2011 - Почесний знак "Ушинський К. Д."; 2011 - ювілейна медаль "Двадцять років незалежності України"; 2014 - Диплом лауреата Премії імені народного учителя О. А. Захаренка; 2021 – медаль "Григорій Сковорода". 

## Вибрані праці
Когнітивна лінгвістика
- Жаботинская С.А. Лингвокогнитивный поход к анализу номинативных процессов. Вісник Харківського національного університету імені. В.Н. Каразіна. Серія "Романо-германська філологія. Методика викладання іноземних мов". 2010. № 928. С. 6-20.

- Жаботинская С.А. Имя как текст: концептуальная сеть лексического значения (анализ имени эмоции). Когниция, коммуникация, дискурс. Междунар. электр. сб. науч.трудов. Харьковский нац. ун-т имени В. Н. Каразина. 2013. № 6. С. 47-76. DOI: 10.26565/2218-2926-2013-06-04

- Жаботинская С.А. Фразовые конструкции и перекатегоризация языковой информации. Личность. Язык. Сознание: сб. н. трудов. Посвящается юбилею засл. Деятеля науки РФ, д-ра филол. наук, профессора Н.Н. Болдырева / Когнитивные исследования языка. Вып.  XXIV / отв. ред. вып. А.Л. Шарандин. М.: Ин-т языкознания РАН; Тамбов: Издательский дом ТГУ им. Г.Р. Державина, 2016. С. 273- 286.

- Жаботинская С.А. Генеративизм, когнитивизм и Семантика лингвальных сетей. Doctrina multiplex, veritas una. Учень багато, істина одна: зб. праць до ювілею Ізабелли Рафаїлівни Буніятової / Київський ун-т ім. Б. Грінченка.  К. : Київ, ун-т ім. Б. Грінченка, 2018. С. 99-141.

- Жаботинская С.А. "WITH: исчислимость многозначности предлога (лингвокогнитивная интерпретация). Когнитивные исследования языка. Вып. 36. Понимание. Интерпретация. Когнитивное моделирование. Сб. н. трудов в честь 70-летия В.З.Демьянкова / отв. ред. выпуска М.Л. Ковшова. Москва-Тамбов: Издательский дом "Державинский", 2019. С. 352-371.

- Жаботинская С.А. Нарративный мультимедийный концепт: алгоритм анализа (на материале интернет-мемов о COVID-19). Когниция, коммуникация, дискурс. Междунар. электр. сб. науч. трудов. Харьковский нац. ун-т имени В. Н. Каразина. 2020. № 20. C. 92-117. DOI: 10.26565/2218-2926-2020-20-06

- Zhabotynska, S. and Slyvka, N. Emotive speech acts and their discourse modifications in the literary text. Discourse and Interaction. 2020, 13(1). P. 113-136. DOI https://doi.org/10.5817/DI2020-1-113

Когнітивна лексикографія і методика викладання мов
- Жаботинська С.А. Семантика лінгвальних мереж у навчальному комбінаторному тезаурусі. Studia Philologica. Філологічні студії. 2019. Вип. 13. С. 17-27. DOI: 10.28925/2311-2425.2019.13.3.

- Zhabotynska, S. & Plakhotniuk, Ye. The Active Learner's Construction-Combinatory Thesaurus: User-driven principles of compiling (a cognitive linguistic approach). Cognition, Communication, Discourse. 2020. No 21. P. 93-107. DOI: https://doi.org/10.26565/2218-2926-2020-21-07

Нейрокогнітивні засади білінгвізму 
- Жаботинська С.А. Домінантність української мови в умовах білінгвізму: нейрокогнітивні чинники. Вісник Харківського національного університету імені В.Н. Каразіна. Серія "Іноземна філологія. Методика викладання іноземних мов".  2018.  Вип. 87.  С. 5-19.

- Zhabotynska, S. Dominance of Ukrainian in a bilingual setting: neurocognitive factors. In O. Bilash (compiler). Research initiative on democratic reforms in Ukraine (RIDRU).  Edmonton, Canada: University of Alberta, 2020. P. 92-115.

Політична лінгвістика 
- Жаботинская С.А. Язык как оружие в войне мировоззрений МАЙДАН-АНТИМАЙДАН: словарь--тезаурус лексических инноваций. Украина, декабрь 2013 – декабрь 2014. Интернет-издание. Киев : Украинская ассоциация когнитивной лингвистики и поэтики (УАКЛИП), 2015.

- Жаботинская С.А. Концептуальные метафоры в речах Барака Обамы и Владимира Путина (2015-2015). Когниция, коммуникация, дискурс. Междунар. электр. сб. науч. трудов. Харьковский нац. ун-т имени В. Н. Каразина. 2016. Вып. 13. С. 43-91. DOI: 26565/2218-2926-2016-13-04

- Chaban, N.and S. Zhabotynska. (eds). Special issue "Ukraine – EU Relations: Verbal Narratives, Images and Perceptions" in Cognition, Communication, Discourse. International on-line journal. 2018. No 17.

- Zhabotynska, S. Word meaning and its visualization in Ukrainian Maidan discourse. In Chrzanowska-Kluczewska, E. and O. Vorobyova (eds). Language − Literature − the Arts: A Cognitive-Semiotic Interface. Frankfurt am Main: Peter Lang,  2017. P. 221-243.

- Жаботинская С.А. Нарративные политические концепты: методика лингвокогнитивного анализа. Концепты и контрасты : монография / под. ред. Н. В. Петлюченко. Одесса : Издательский дом «Гельветика», 2017. С. 30-40.

- Zhabotynska, S. and V. Velivchenko. New media and strategic narratives: the Dutch referendum on Ukraine – EU Association Agreement in Ukrainian and Russian Internet blogs, European Security. 2019. No 28:3. P. 360-381, DOI: 10.1080/09662839.2019.1648253

- Chaban, N., Zhabotynska, S. and A. Chaban. Visual and emotive: Russian e-news coverage of EU – Ukraine agreement on visa-free entry into the Schengen zone. New Zealand Slavonic Journal. 2019-2020. Vol. 53-54. P. 147-172.

Див. інші роботи: Svitlana Zhabotynska https://independent.academia.edu/SvitlanaZhabotynska [Архівовано 24 січня 2022 у Wayback Machine.]